# إبدال

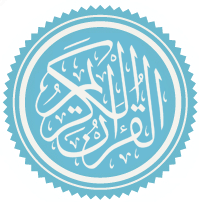
القرآن الكريم

الإبدال في علم الصرف جعل حرف مكان آخر فالأول يسمى بدلا والثاني مبدلا منه. والحروف في الإبدال أنواع: 
- ما يبدل إبدالا شائعا للإدغام: كل الحروف غير الألف.
- ما يبدل إبدالا شائعا غير الإدغام: اثنان وعشرون حرفا يكون يلزم إبدالها في بعض الأحوال.
- ما يبدل إبدالا نادرا وهي ح خ ع ق ض ذ.

## وصلات خارجية
- الإبدال - كتاب الكفاف